# 第21屆傳藝金曲獎
第21屆金曲獎由中華民國行政院新聞局主辦、臺灣電視公司承辦。傳統暨藝術音樂類頒獎典禮於2010年6月5日在臺北國父紀念館舉行。本屆為台視於1997年第8屆金曲獎後再次承辦典禮轉播。

## 參賽資格
- 報名收件日期：自民國98年（2009年）12月15日至民國99年（2010年）1月4日止。
- 各獎項參賽作品應以於民國98年1月1日至同年12月31日間，首次出版發行地為台灣之鐳射唱片為限（依參賽作品登載時間為準）。
- 傳統暨藝術音樂作品類各獎項之參賽作品應為規定之影音光碟型式。
- 出版獎各獎項得獎者，頒發獎金新臺幣十五萬元整；個人獎各獎項及評審團獎得獎者，頒發獎金新臺幣十萬元整。得獎者如為二人以上，得自行決定獎金分配。[2]

## 入圍及得獎名單
本屆傳統暨藝術音樂類，總計有96家報名單位、159張專輯、1,883件件參賽作品，入圍的60件作品角逐16個獎項。入圍名單於2010年5月14日下午公佈，頒獎典禮則於2010年6月5日在臺北國父紀念館舉行。
| 以表示得獎者 |

### 特別貢獻獎
從缺

## 頒獎典禮
本屆頒獎典禮於2010年6月5日下午7時在臺北國父紀念館舉行，由黃國倫、柳翰雅（阿雅）主持，典禮內容則於隔日（6月6日）下午2時30分在台視頻道首播。

## 外部連結
- 第二十一屆金曲獎傳統暨藝術音樂類入圍名單 （页面存档备份，存于），文化部影視及流行音樂產業局
- 第二十一屆金曲獎傳統暨藝術音樂類得獎名單 （页面存档备份，存于），文化部影視及流行音樂產業局